# Paolo Mascagni
Paolo Mascagni (Pomarance, Italia, 25 de enero de 1755 - Chiusdino, Italia, 19 de octubre de 1815) fue un médico y anatomista italiano, conocido por su amplio estudio de la anatomía humana, en particular por su primera descripción completa del sistema linfático.

## Historia
Mascagni nació en la ciudad de Pomarance (situada en la Provincia de Pisa), hijo de Aurelio Mascagni y Elisabetta Burroni, ambos pertenecientes a antiguas familias de la burguesía alta de Chiusdino (en la provincia de Siena). Estudió en Siena, donde su profesor de anatomía era Pietro Tabarrini, y se graduó en filosofía y medicina en 1778. Ya en su último año de universidad, fue nombrado asistente del Tabarrini, y a continuación, se convirtió en profesor en 1780.

Vasorum lymphaticorum corporis humani historia et ichnographia

Mascagni estaba interesado en las ciencias geológicas, como lo demuestran sus varios papeles en el Lagoni (las fuentes termales) de Siena y Volterra. Sin embargo, una vez graduado, él volvió su interés por el sistema linfático humano. Sus muchos descubrimientos en este campo le llevaron en 1787 a escribir Vasorum lymphaticorum corporis humani Historia et Iconographia, una obra que le dio la fama en toda Europa. Fue elegido miembro correspondiente de la Real Academia Sueca de Ciencias en 1796, y presidente de la Accademia dei Fisiocritici en 1798.
Durante la ocupación francesa de la Toscana se mostró un jacobino abierto; por este motivo tuvo que pasar siete meses en prisión después de que los franceses fueran expulsados de Italia.
Fue liberado de la cárcel por un motu proprio del rey de Etruria, quien el 22 de octubre de 1801 designó a Mascagni como profesor de anatomía en la Universidad de Pisa, con la carga adicional de dar una conferencia dos veces por semana en el Hospital de Santa Maria Nuova en Florencia. Más tarde María Luisa de Borbón, duquesa de Lucca lo nombró profesor titular en la Universidad de Florencia.
Mascagni trabajó codo con codo con Clemente Susini para hacer modelos de cera del sistema linfático humano, que todavía son visibles en un Museo de Bolonia. En 1801, el anatomista sardo Francesco Antonio Boi se convirtió en un discípulo de Mascagni. Mascagni y Boi entraron en una estrecha colaboración y una amistad personal. Más modelos de cera fueron el resultado de su colaboración; que ahora se exponen en el Museo Arqueológico Nacional en Cagliari.
Mascagni murió de fiebre perniciosa durante una estancia en su finca de Castelletto en Chiusdino (Siena), el lugar de donde su familia era de origen y en donde estuvo viviendo varios años de su infancia.
Algunas décadas después de su muerte, su estatua fue erigida en el patio de los Uffizi.